# Benacantil
El Benacantil és una muntanya que destaca en la façana urbana d'Alacant.
El topònim és d'origen àrab Banu-lQatil, nom atorgat pel geògraf musulmà al-Idrisi al segle xii. En la forma nativa seria Bena'Laqantil, que deriva de les paraules bena, forma mossàrab de pinna, 'penya' en llatí, i de laqanti, adjectiu que prové de Laqant, el nom àrab de la ciutat, del qual també prové el nom d'Alacant en valencià. Hi hauria una evolució fonètica que el·lideix la ela intervocàlica per a passar a dir-se Bena-qantil.
Fet de material rocós, hi conté vegetació de pins i altres arbustos en la cara nord, mentre que al sud, la que dona a la Mediterrània, tan sols hi ha roca. En les zones de transició hi ha matolls i herbes pròpies de la vegetació del clima mediterrani sec.
Sobre la muntanya s'assenta la fortalesa medieval d'Alacant, el castell de Santa Bàrbara, i a la falda es troba el parc de l'Ereta, els barris de la Santa Creu, Sant Roc, Sant Antoni i el Raval Roig, i un antic aparcament que s'ha convertit en els últims anys en punt habitual de la botellona. La imatge de la muntanya que es té des de la platja és la d'una mola rocosa que s'assembla a una cara mirant cap a l'esquerra, per això la tradició popular alacantina li atorgà el nom de la cara del moro, i sovint és utilitzada com a símbol d'Alacant.
L'avinguda de Jaume II, coneguda també com a Prolongació d'Alfons el Savi, travessa la muntanya i soterrat davall seu també es troba el túnel del metro d'Alacant. La conservació i rehabilitació del Benacantil com a zona verda de la ciutat són motiu de múltiples controvèrsies en la política local. Així, el tret de la palmera que es realitza cada any des del seu cim i consta d'un castell de foc que dona pas a la cremà de les Fogueres de Sant Joan i, sobretot, el projecte de construcció del Palau de Congressos, han estat objecte de polèmiques i ample debat.